# Траса Лазєнковська

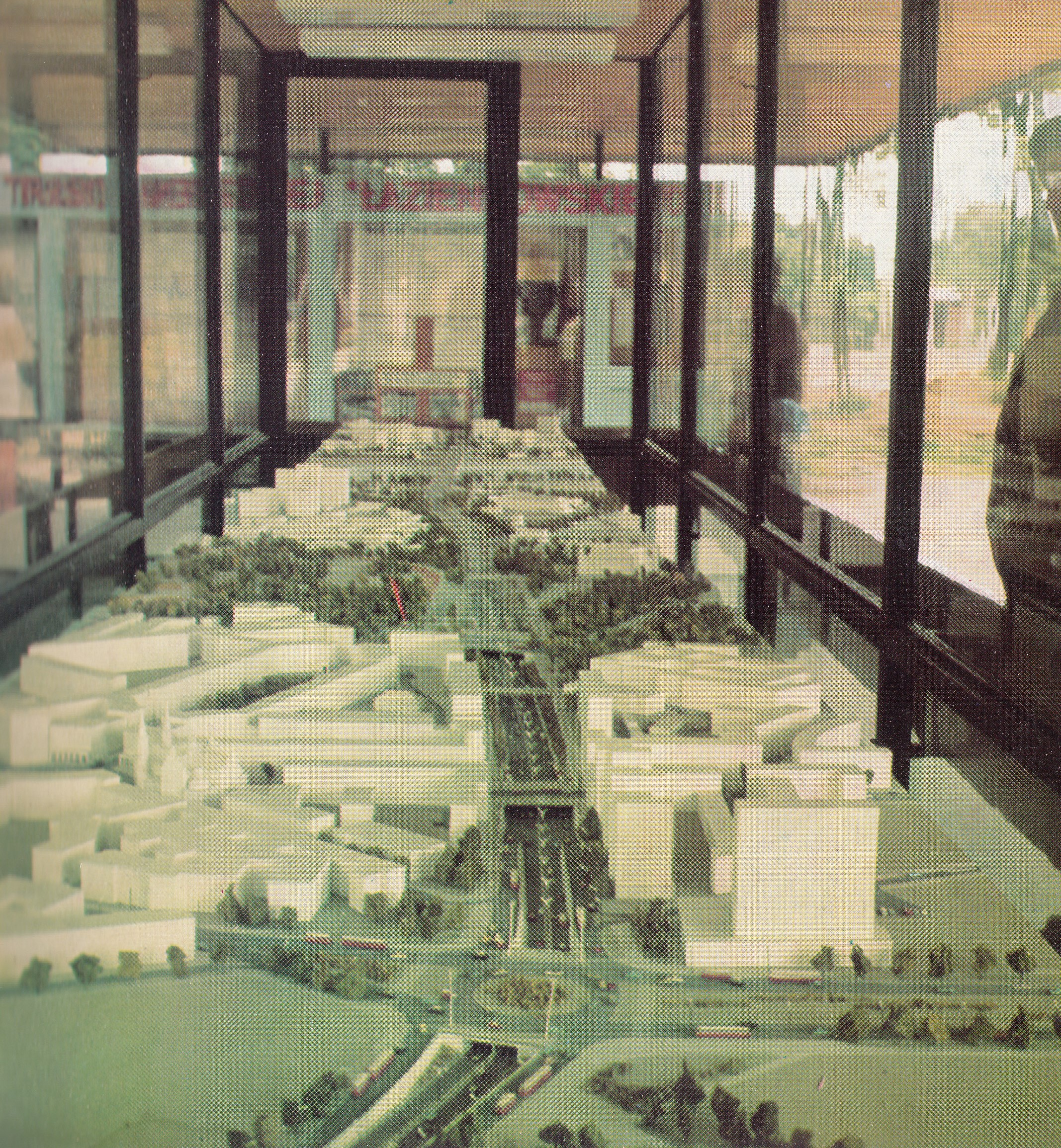
Макет Траси Лазєнковської, представлена у спеціальному павільйоні на площі На Роздрожу (1971 або 1972)

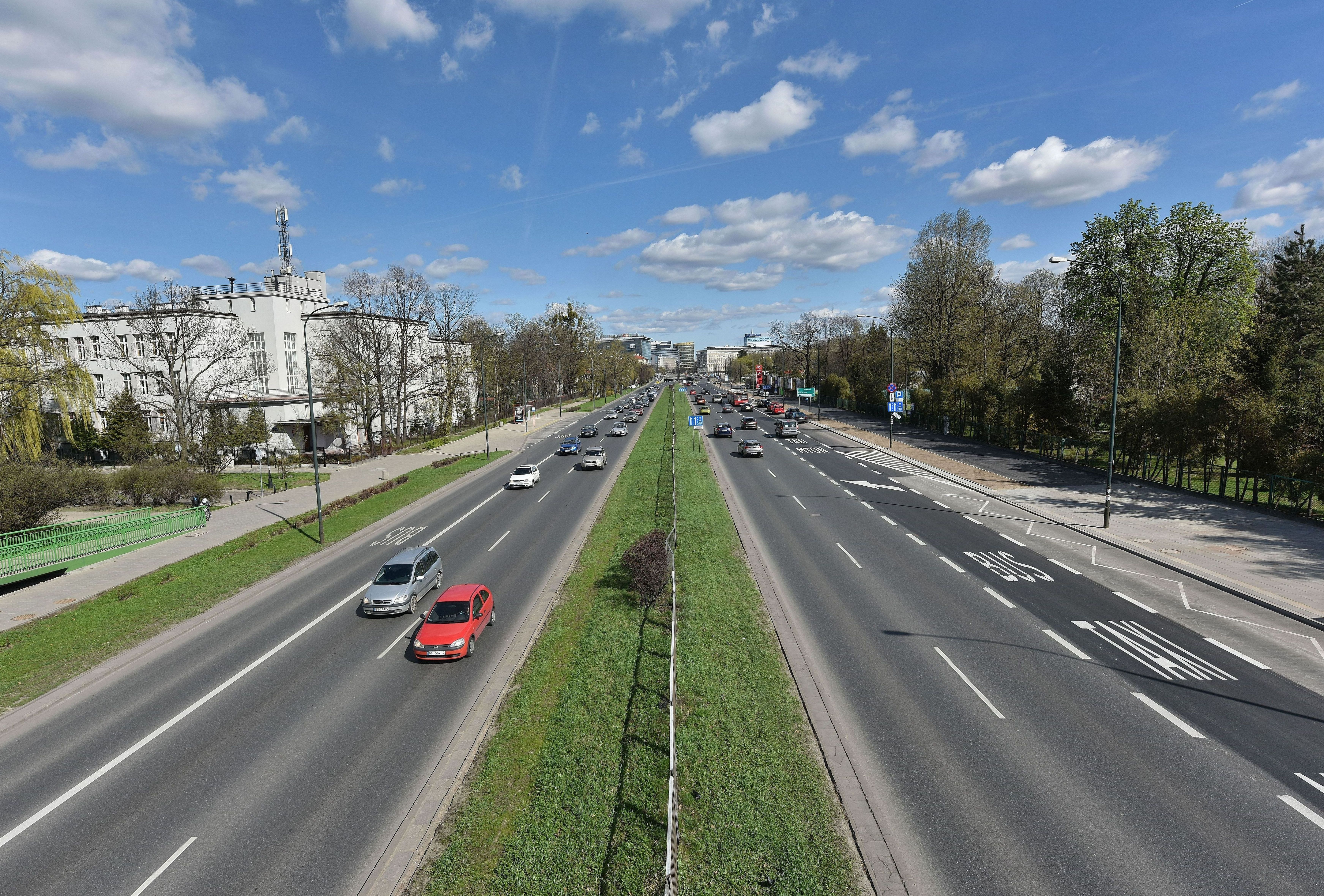
Траса Лазєнковська, вул. Вавельська (квітень 2017)

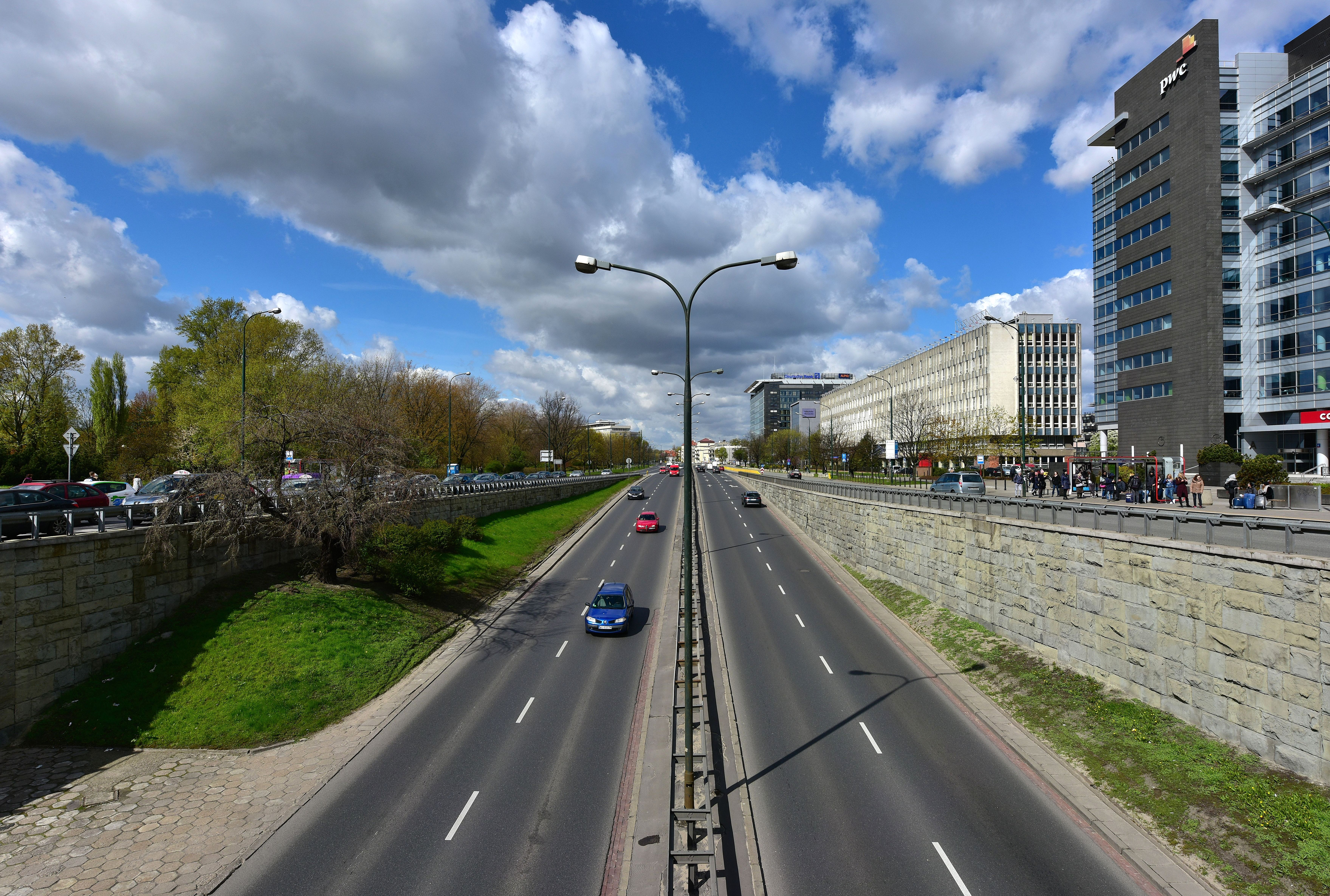
Траса біля кільця Їзди Польської (Rondo Jazdy Polskiej), вид на захід (квітень 2017)

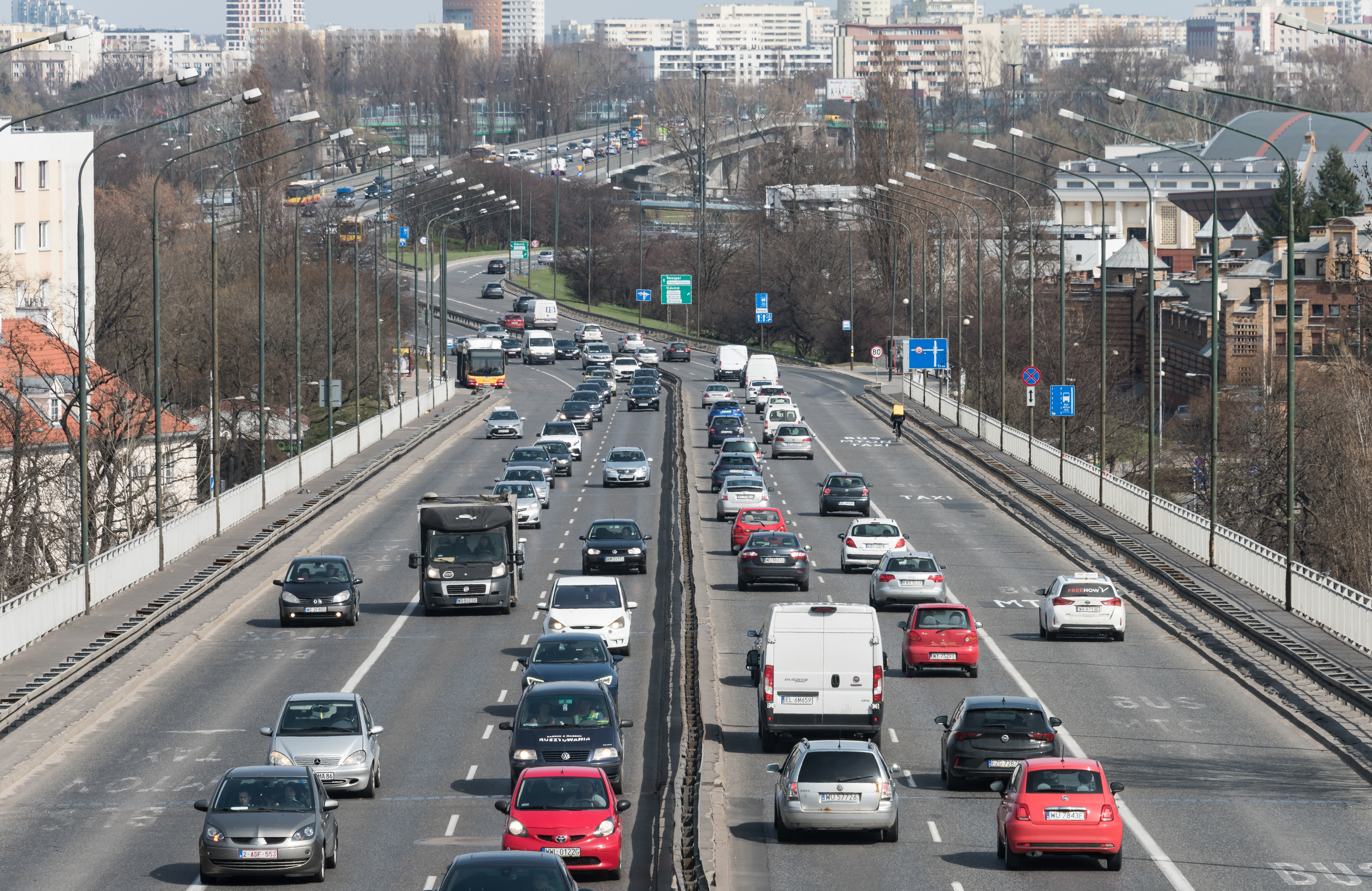
Траса Лазєнковська, вид з пішохідного мосту по вул. Яздув в напрямку Праги-Полуднє (до реконструкції естакад, 2021)

Траса Лазєнковська (пол. Trasa Łazienkowska) - дорога швидкого руху, що сполучає центр Варшави з правим берегом міста. Збудована у 1971–1974 роках як частина об'їзної дороги Середмістя. Складається з вулиці Вавельська, алеї Армії Людової, Лазєнковського мосту та алеї Сполучених Штатів.

## Історія
Перша концепція побудови широкої вулиці з перебігом, подібним до сучасної Траси Лазєнковської з віадуком і мостом через Віслу, була створена в 1930-х роках.
Після війни маршрут Траси Лазєнковської був частково встановлений разом з будівництвом Маршалковського житлового району, завершеного в 1952 році, де новозбудовані будинки позначали проспект Армії Людової на осі вулиці Вавельської до площі На Роздрожу. Потім у Великому Грохові було визначено резервну територію між вулицями Спалінова та Фундаментова до сьогоднішнього кільця Вятрачна, вздовж якої також збудовано будинки.
Метою будівництва Траси Лазєнковської було взяти на себе транзитний і міжрайонний рух в обхід центру міста та забезпечити найкоротше сполучення південних районів Варшави по обидва боки Вісли . Роботи з будівництва траси та мосту через річку Вісла розпочалися в 1968 році . Через півроку їх призупинили, але в червні 1971 року команда Едварда Герека вирішила відновити будівництво і ввести трасу в експлуатацію в 4-й п'ятирічці . Роботи розпочато 10 вересня 1971 року  .
Головним проектантом Маршруту був Юзеф Сігалін. До команди архітекторів увійшли, серед інших: Станіслав Невядомський, Лешек Грущинський, Ян Кноте, Юзеф Леманський, Кшиштоф Лубєнський і Веслав Рососінський  .
Траса Лазенковська була введена в експлуатацію після трьох років будівництва 19 липня 1974 року  . Відповідно до ситуаційного креслення, опублікованого в журналі «Stolica» в липні 1973 року, траса також мала мати дворівневі розв’язки з вулицями Жвірки і Вігури та Ґруєцькою . Після відкриття артерії в 1974 році була розповсюджена інформаційна брошура з описом траси та схемами розв’язок доріг . Будівництво траси та Віслостради призвело до поділення вулиці Черняковської на дві частини .
У 1990-ті роки вулицю Вавельську розширили на захід від вулиці Жвірки і Вігури, таким чином видовживши маршрут (через раніше розширені вулиці Копінська та Соколовського «Гримали») до Єрусалимських алей біля Західного вокзалу.
Згідно з дорожніми картами, виданими до 2000 року, до маршруту входила також вулиця Остробрамська  .
22 вересня 2009 року на ділянці від перехрестя з вулицею Груєцькою до перехрестя з вулицями Остробрамська та Кінова було запущено автобусну смугу  , зменшивши кількість смуг загального користування на кожній дорозі з трьох до двох. 16 листопада того ж року таксі було дозволено користуватися смугою для автобусів .
До кінця 2013 року  Траса Лазєнковська майже на всій своїй довжині (від вулиці Жвіркі і Вігури до вулиці Остробрамської) пролягала вздовж національної дороги № 2 та європейської траси E30. У зв’язку з відкриттям фрагмента Південної об’їзної дороги Варшави (швидкісна дорога S2) було змінено маршрут доріг № 2 та E30 — їх проклали по Трасі Сікерковській . 1 січня 2014 року артерія втратила категорію національної дороги , наразі вулиці, які входять до складу траси, мають категорію повятової дороги .
З 14 лютого по 28 жовтня 2015 року Лазєнковський міст не працював через пожежу, яка пошкодила його конструкцію  .
Ремонт шляхопроводів, розташованих в районі парку Агрікола, які перебувають у незадовільному технічному стані, планувалося розпочати у 2021 році  . Роботи розраховані на 2,5 роки . Ремонт віадуків над Агриколою (між площею На Роздрожу та Віслострадою) розпочався 29 січня 2022 року. У цей день було закрито рух північної лінії (на Охоту), а на південній – двосторонній рух із збереженням автобусних смуг. Після завершення будівництва нової північної естакади, південну (у бік Саски Кемпи) знесуть і збудують заново. Роботи розраховано на березень 2024 року .
У 2021 році  понад 200 натрієвих освітлювальних приладів, розташованих на алеї Сполучених Штатів, були замінені на нові на основі світлодіодів . Планується, що вся траса буде освітлена за допомогою нової моделі світильника під назвою SAVA, встановленого в рамках міської програми модернізації існуючого вуличного освітлення на всіх національних, воєводських та повятових дорогах.

## Опис
Маршрут двопроїзний. Кожна його проїзна частина має три смуги. На довгій ділянці від кільцевої кільця Їзди Польської (Rondo Jazdy Polskiej) до уступу Вісли в Уяздові, а також на висоті алеї Незалежності маршрут пролягає траншеєю. Він також проходить через естакади, з яких над парком Агрикола має довжину 391 метр (залізобетонна конструкція; технічно вона складається з двох віадуків; основною будівельною одиницею є приблизно 19-метровий, 3-пролітний, безшарнірний каркас ), а над вулицею Паризькою — 209 метрів .
На момент завершення будівництва довжина маршруту від вулиці Жвіркі і Вігури до кільцевої розв’язки Вятрачна становила 8 км . Дороги мали ширину 10,5 м кожна . З обох боків річки побудовано 8 естакад загальною протяжністю понад 2 км, встановлено 8 км сталевих відбійників, 4 км підпірних стінок поруч з тунелями . Збудовано 10 підземних переходів, 10 надземних пішохідних мостів, 1430 ліхтарів, 430 світлових дорожніх знаків і 62 криті автобусні зупинки . Також створено 40 га газонів і висаджено 100 тис. дерев та кущів .